# Gustav Schadeloock
Gustav Schadeloock (* 27. Juli 1732 in Stettin; † 2. Mai 1819 in Rostock) war ein deutscher Mathematiker, Philosoph, Physiker und Architekt.

## Leben
Gustav Schadeloock war der Sohn des gleichnamigen Stettiner Ersten Stadtsekretärs Gustav Schadeloock († 1732) und dessen Frau Christina Hedwig, geborene Becker (1706–1768). Die Mutter entstammte der Rostocker Gelehrtenfamilie Becker und war die jüngste Tochter des Heinrich Becker (1662–1720), Pastor an der Rostocker Jakobikirche. Nach dem frühen Tod des Vaters kehrte die Mutter zurück zur Familie nach Rostock. Hier wurde Schadeloock zunächst von Privatlehrern erzogen und kam dann an die Domschule in Schwerin. Zudem erhielt er Unterricht in Mathematik, Mechanik und Baukunst von seinem Großonkel Peter Becker, Theologe und Professor der Mathematik an der Universität Rostock, in dessen Haushalt er wohnte.
Schadeloock studierte ab Ostern 1750 an der Universität Rostock Philosophie, Mathematik und Recht. Seine Lehrer waren u. a. die Brüder Angelius Aepinus und Franz Aepinus, Hermann Becker sowie Joh. Eschenbach. Ab 1754 wirkte er einige Jahre als Informator und Hauslehrer, musste diese Tätigkeit aber krankheitsbedingt aufgeben. Zurück in Rostock, wurde er im Hause seines Onkels, des Diakons an der Nikolaikirche und Professors der Theologie Heinrich Becker, aufgenommen. 1765 erhielt er die Erlaubnis, als Privatdozent Vorlesungen über Logik und Mathematik zu geben. Zudem bildete er sich intensiv weiter auf dem Gebiet der Architektur und wirkte als Geometer. An der Universität Greifswald wurde er 1774 zum Magister artium promoviert.

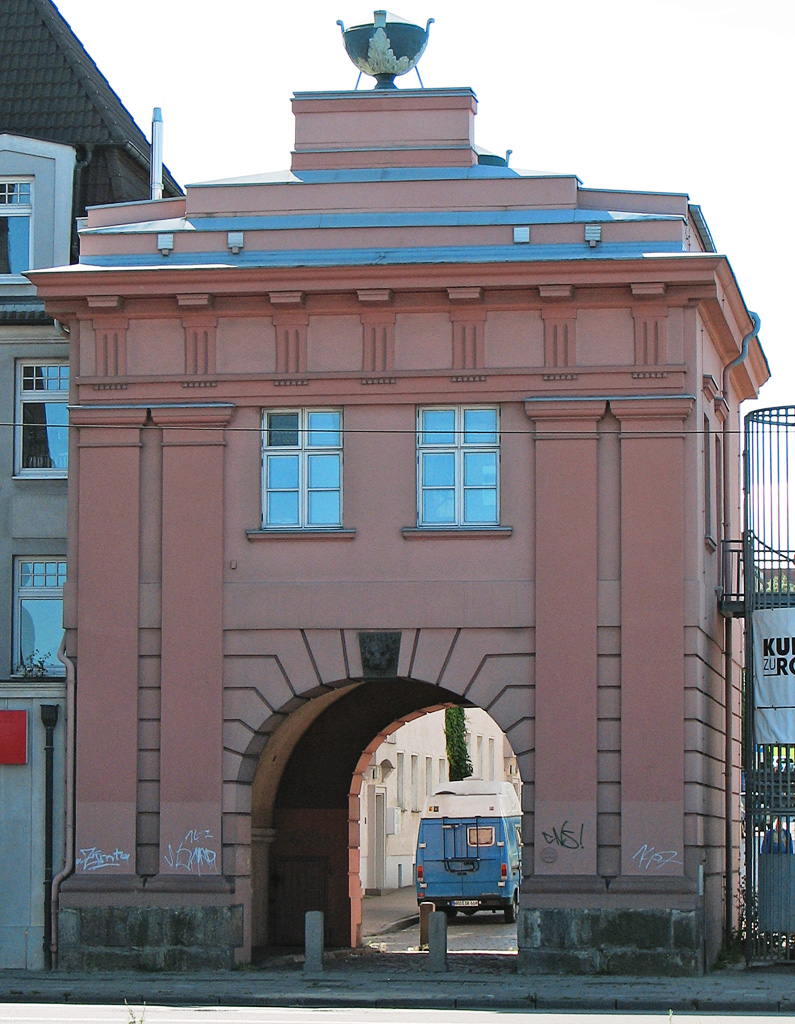
Das klassizistisch gestaltete Mönchentor (Hafenseite)

1778 ernannte ihn der Rat der Stadt Rostock an der Philosophischen Fakultät zum ordentlichen Professor der Physik und Metaphysik. Er wurde damit Nachfolger von Joachim Hartmann. Von 1789 bis 1798 war er rätlicher Professor der Metaphysik, in diesem Amt folgte ihm Jacob Sigismund Beck. Schließlich wurde er 1798 zum rätlichen Professor der Astronomie und niederen Mathematik (Arithmetik und Geometrie) ernannt. Diese Professur übernahm er von Heinrich Valentin Becker und hatte sie bis zu seinem Tod inne. Sein Nachfolger wurde Hans Rudolf Schröter. Schadeloock war mehrfach Dekan der Philosophischen Fakultät, 1795/96 und 1798/99 Mitglied des engeren Konzils sowie 1785 und 1796/97 Rektor der Universität. Gustav Schadeloock starb nach schwerer Krankheit als Senior der Universität im Alter von 86 Jahren. Er vermachte der Universitätsbibliothek Rostock 100 Taler zum Kauf von Büchern und mehrere wertvolle Bücher aus seiner eigenen Bibliothek.
Schadeloock hielt auch Vorlesungen zur Architektur, etwa über Fortifikation, Artilleriewesen und bürgerliche Baukunst. In seiner 1765 erschienenen Schrift Laudem architecturae civiles breviter enarrat … – einer Lobschrift auf die Architekturkunst – nennt Schadeloock selbst die Architektur seine Lieblingskunst und stellt sie u. a. auch aus moralischen Gründen über die anderen Künste wie Bildhauerei, Malerei, Musik und Dichtung. Schadeloock hatte zwischen 1770 und 1806 durch sein Wirken entscheidenden Einfluss auf das Rostocker Baugeschehen. Nach seinen von 1774 stammenden Entwürfen wurde 1805/06 das noch heute vorhandene Mönchentor erbaut. Von 1781 bis 1783 baute er den neuen Altar der Jakobikirche und stattete die Kirche zudem mit Blitzableitern aus. Er ließ Straßendämme errichten und baute für fürstliche Empfänge Ehrenpforten. Daneben war er 1785/86 auch an den Planungen für das neue Comödienhaus beteiligt. Der Rat der Stadt verlangte nach seinem Tod, dass sein Nachfolger als Professor der Mathematik auch praktische Baukenntnisse besäße.

## Schriften (Auswahl)
- Laudem architecturae civiles breviter enarrat … 1765.
- Die Frage: Ob mehr Städte und Einwohner im gelobten Lande von der heiligen Schrift angegeben worden, als das Land tragen konte? Adler, Rostock 1774 (Digitalisat RosDok).
- De Memoria: Brevis Commentatio Philosophica. Adler, Rostock 1778 (Digitalisat Uni. Halle).
- Von den Zeiten der Zeitwörter und ihrem Gebrauch im lateinischen Geschichtsstil. Ein philologischer Versuch. 2 Bände, 1797 (Digitalisat Google Books).
- Vom Rostocker Maas und Gewicht. In: Rostocker Zeitung, 1791.
- Verzeichniss einer Sammlung von Büchern, größtentheils mathematischen, astronomischen und architektonischen Inhalts, … welche, nebst mehreren physikalischen Instrumenten und Kupferstichen … verkauft werden sollen. 1819.